# Боговик, Анатолий Иванович
Анатолий Иванович Боговик (6 октября 1947, Днепродзержинск, Днепропетровская область, УССР, СССР) — советский и украинский футболист, выступавший на позиции полузащитника, футбольный тренер. Мастер спорта СССР (1967).

## Карьера
Воспитанник юношеской команды «Прометей» (Днепродзержинск). На взрослом уровне начал выступать в родном городе за «Днепровец», затем выступал за житомирский «Автомобилист», в его составе в 1967 году стал победителем украинской зоны класса «Б» и получил звание мастера спорта.
В 1968 году перешёл в «Динамо» (Киев), в котором провёл четыре сезона. Становился чемпионом СССР (1971) и серебряным призёром чемпионата (1969). Участвовал в матчах Кубка чемпионов. Из киевского «Динамо» в 1970 году был приглашён в олимпийскую сборную СССР, где сыграл 1 матч.
С 1972 года выступал за «Динамо» (Минск), был капитаном команды. В составе минчан завоёвывал серебряные и бронзовые медали первой лиги. В конце карьеры выступал за могилёвский «Днепр».
В высшей лиге провёл 143 матча и забил 10 голов. Был подвижным и выносливым игроком, выполнял большой объём работы на поле.
После завершения карьеры работал тренером в системе минского «Динамо», в том числе с детскими командами и дублем. Среди его воспитанников — Эрик Яхимович и Юрий Вергейчик. В 1980-е годы работал в Южном Йемене (НДРЙ) с национальной сборной и клубом «Шамсан» (Аден). С 2003 года работал в солигорском «Шахтёре» помощником Юрия Вергейчика, а после его отставки возглавлял команду и стал финалистом Кубка Белоруссии.

## Достижения

### Командные
Динамо (Киев)
- Чемпион СССР: 1971
- Серебряный призёр чемпионата СССР: 1969

### Личные
- Один из обладателей приза «Лучшие дебютанты сезона»: (1969)
- В списке 33=х лучших: 1969 (№ 3)